# Hans Peter Adamski
Pour les articles homonymes, voir Adamski.
Hans Peter Adamski, né le 7 mai 1947 à Kloster Oesede (Basse-Saxe), est un artiste peintre et graphiste allemand.

## Biographie
Il s'est fait connaître au début des années 1980 en tant que membre du groupe d'artistes Mülheimer Freiheit.

## Expositions personnelles (sélection)
- Sonnabend Gallery, New York, États-Unis
- Bonnefantenmuseum, Maastricht, NL
- Musée d'art municipal, Bonn, D
- Institut européen d'administration publique, Maastricht, États-Unis
- Horsens Art Museum, Lunden, DK
- Goethe Institute Rotterdam, Pays-Bas
- Galerie nationale de Dakar, Sénégal
- Association d'art de Mannheim, D
- Landesmuseum Joanneum, Graz, A
- Museo di Arte Sacra San Francesco, Greve in Chianti, IT
- Institut d'art suisse, Karlsruhe D.